# Ermindo Onega
Pour les articles homonymes, voir Onega.
Ermindo Ángel Onega (30 avril 1940 à Las Parejas - 21 décembre 1979) était un footballeur argentin, tour à tour milieu offensif et attaquant de CA River Plate. Il joua pour River Plate de 1957 à 1968, soit 222 matches pendant lesquels il inscrivit 98 buts. En 1972, il fut transféré au Club Atlético Vélez Sarsfield où il joua 30 matches et marqua 6 buts.